# Вице-президент США
Вице-президент США (англ. Vice President of the United States) — второе по важности должностное лицо в системе исполнительной ветви федерального правительства США. 
Основная конституционная функция вице-президента заключается в том, что он сменяет президента США в случае его кончины, отставки или отрешения от должности. Так как вице-президент США также формально возглавляет Сенат США, верхнюю палату Конгресса, вопрос о том, к какой ветви власти относится данная должность — к исполнительной или законодательной — дискуссионен. Действующим вице-президентом США является Джей Ди Вэнс, вступивший в должность 20 января 2025 года. Избран вместе с президентом США 5 ноября 2024 года.

## Избрание
Вице-президент избирается вместе с президентом США, у каждого кандидата на президентство есть «в связке» кандидат на вице-президентскую должность. В настоящее время представляет ту же политическую партию, что и президент, но, согласно Конституции, обязательно должен быть от другого штата (чтобы ни один штат в Коллегии выборщиков не голосовал за две «свои» кандидатуры, будучи в преимущественных условиях).
К кандидатуре на должность вице-президента США, согласно двенадцатой поправке, предъявляются те же требования, что и к кандидатуре на должность президента (кандидату должно быть не менее 35 лет, он должен быть гражданином США по рождению и проживать на территории США не менее 14 лет). Ограничений на количество сроков, которые может занимать вице-президент, не имеется (в отличие от лимита в два срока на президентство, введённого в 1948 году).

## Вступление в должность
Согласно двадцатой поправке, вице-президент США вступает в должность 20 января года, следующего за годом выборов, в полдень. В ходе церемонии инаугурации президента США избранный вице-президент приносит присягу за несколько минут до избранного президента (популярное представление о том, что в этот короткий период он является первым лицом в государстве, закону не соответствует). В отличие от президентской присяги, вице-президентская присяга не уточнена в Конституции США. В истории применялись различные виды присяги, с 1884 года используется форма, по которой присягают также конгрессмены и члены правительства:
«Я торжественно клянусь, что буду поддерживать и защищать Конституцию Соединённых Штатов против всех врагов, внешних и внутренних; что я буду хранить к ней истинную верность и лояльность; что я принимаю это обязательство свободно, без какой-либо внутренней оговорки или цели от него уклониться; и что я хорошо и добросовестно буду исполнять обязанности той должности, в которую ныне вступаю. Да поможет мне Бог».

## Функции
Формально возглавляет Сенат США, где имеет лишь право решающего голоса при разделении голосов пополам (фактически его главой является временный президент Сената). Согласно Двенадцатой поправке, председательствует в Сенате, когда тот собирается для подсчёта голосов коллегии выборщиков. По желанию президента имеет ряд других общественных обязанностей, каковые осуществляет лишь от имени и по поручению главы государства.

## Переход президентских полномочий
В случае кончины, отставки или отрешения президента США становится полноценным президентом США (официально это положение принято только в 1967 году в качестве 25-й поправки к Конституции. Фактически и ранее вице-президент в таких случаях провозглашался президентом, хотя положения первоначального текста Конституции двусмысленны и оставляли место для толкования, согласно которому вице-президент становился лишь исполняющим обязанности президента).
До 1967 года в случае отставки или смерти вице-президента либо его вступления в президентскую должность новый вице-президент не назначался, и должность оставалась вакантной вплоть до новых выборов. Теперь, согласно той же 25-й поправке, действует положение, согласно которому в случае вакансии на эту должность Конгресс США должен по представлению действующего президента назначить нового вице-президента. В течение 1973—1974 такое назначение произошло дважды. После отставки вице-президента Спиро Агню Конгресс по представлению Ричарда Никсона утвердил вице-президентом Джеральда Форда. Через восемь месяцев Никсон ушёл в отставку, Форд сам стал президентом, и Конгресс утвердил ему вице-президентом Нельсона Рокфеллера.
Институт вице-президентства неоднократно критиковался за то, что политик, не избираемый как самостоятельная кандидатура и часто малоизвестный, может внезапно стать главой государства и круто поменять политику избранного предшественника. С другой стороны, сохраняется гарантия того, что на протяжении четырёхлетнего срока президентство останется в руках одной и той же партии.

## Временное исполнение обязанностей
Согласно двадцать пятой поправке к Конституции США (1967 год), в случае определённой самим президентом или членами исполнительной ветви власти (временной) недееспособности президента исполнять свои полномочия, вице-президент становится на это время исполняющим обязанности президента США. Так, на время колоноскопии Буша, проводившейся под наркозом, вице-президент Дик Чейни дважды брал в свои руки руль управления, в 2002 и 2007 годах.
В период после террористической атаки 11 сентября 2001 года вице-президент Чейни часто пребывал в секретном месте, что, как утверждалось, было сделано для предотвращения покушения террористов на двух первых лиц государства одновременно.